# Sydkinesisk tiger
Den sydkinesiske tiger er en af de mindste og mest sjældne tigerarter i verden. Eksperter mener at de er uddøde i naturen. Den er ikke set i naturen siden 1964. Der er ca. 70 i fangenskab heraf de fleste i kinesiske zoologiske haver. I november 2007 blev en født i en zoologisk have i Sydafrika.
Den sydkinesiske tigerhan vejer mellem 150-200 kg, og dens længde er ca. 2,30 m til 2,40 m fra næsetip til halespids.